# Apoclea pakistanicus
Apoclea pakistanicus är en tvåvingeart som beskrevs av Rahim 1976. Apoclea pakistanicus ingår i släktet Apoclea och familjen rovflugor.
Artens utbredningsområde är Pakistan. Inga underarter finns listade i Catalogue of Life.